# نينا كرافت
نينا كرافت (بالألمانية: Nina Kraft)‏ هي تريثلت ألمانية، ولدت في 31 ديسمبر 1968 في مدينة براونشفايغ في ألمانيا.

## وصلات خارجية
- الموقع الرسمي
- نينا كرافت على موقع اتحاد الترياتلون الدولي (الإنجليزية)
- نينا كرافت على موقع IAT Triathlon Database (الإنجليزية)